# Escala de asedio

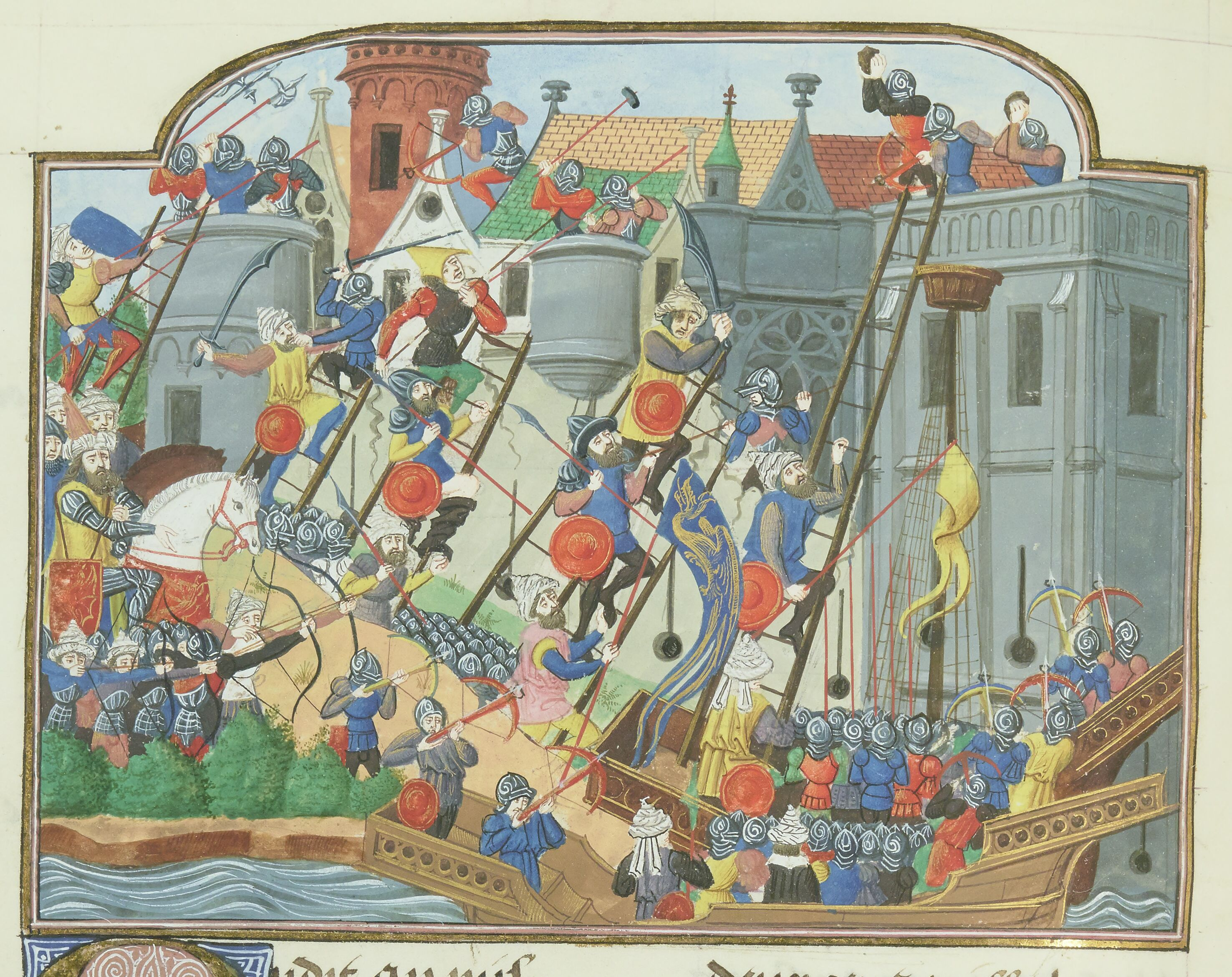
Asalto con escalas de sitio. Constantinopla (1450 a 1475).

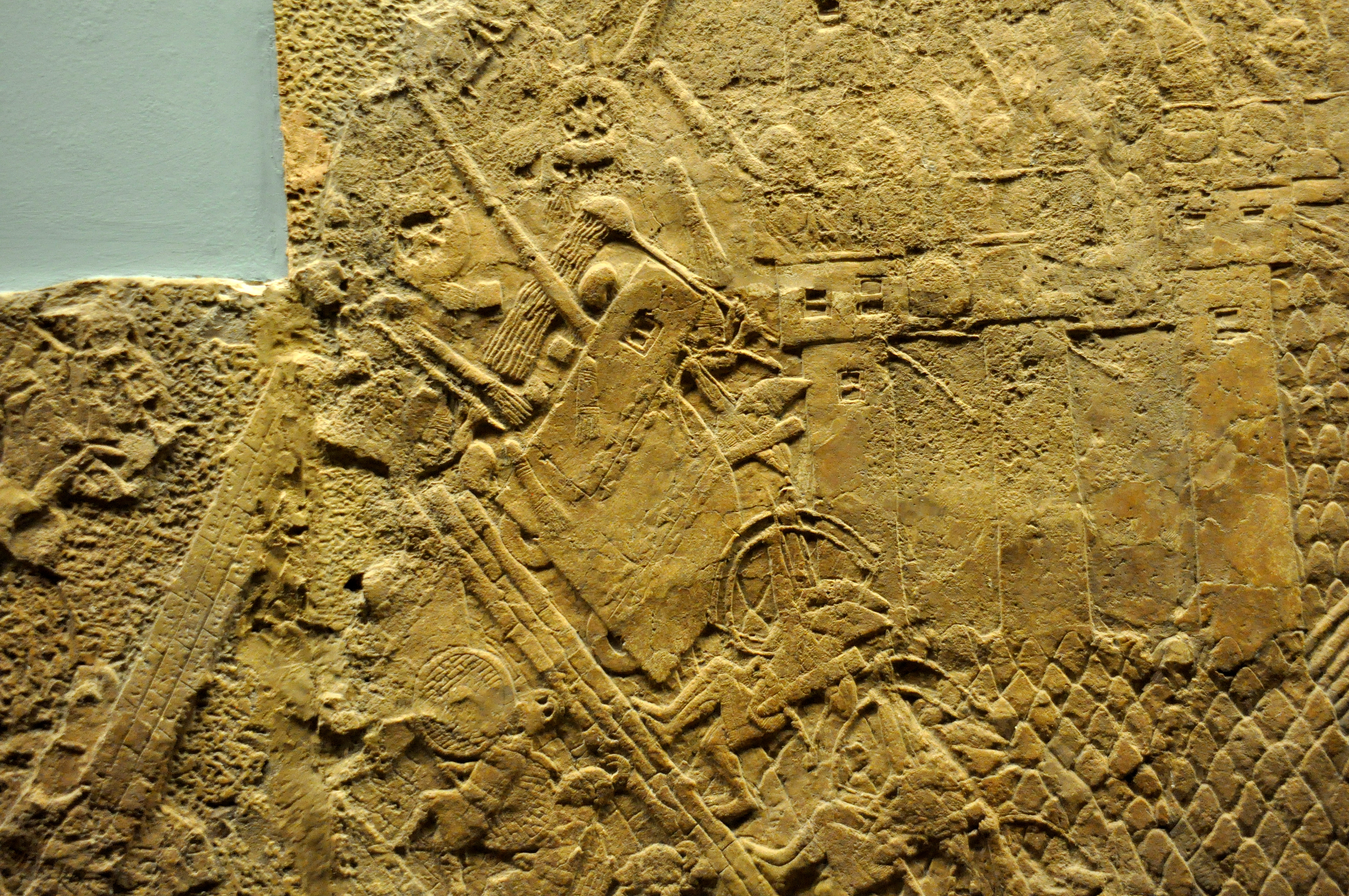
Ingenio de asedio asirio (c. 700 a. C.).

Una escala de sitio es una máquina de guerra adecuada para asaltar un muro fortificado elevado verticalmente sobre el suelo. En su forma más sencilla es una escalera de mano de dimensiones bastante grandes. La escalera de asalto puede formar parte de estructuras de protección, con ruedas de transporte o sin ellas

## Clasificación
Una clasificación importante hace referencia a su diseño. Una escala de sitio puede ser rígida o flexible.

### Materiales
Las escaleras rígidas se construían de madera. Las escaleras flexibles solían ser de cuerda con peldaños de madera.

## Procedimientos de uso
Las escaleras rígidas se transportaban hasta el muro y se dejaban reposar (la parte baja sobre tierra y la parte alta contra el muro) formando un cierto ángulo con el muro. Una escala muy vertical ofrecía un equilibrio precario. Una escalera demasiado horizontal, sometida a cargas importantes, podía romperse más fácilmente.
Las escaleras flexibles se debían enganchar en la parte superior del muro, con un gancho o algo similar.

### Sorpresa
El éxito de un asalto con escalas se fundamentaba, básicamente, en la sorpresa o en la distracción de los defensores. 

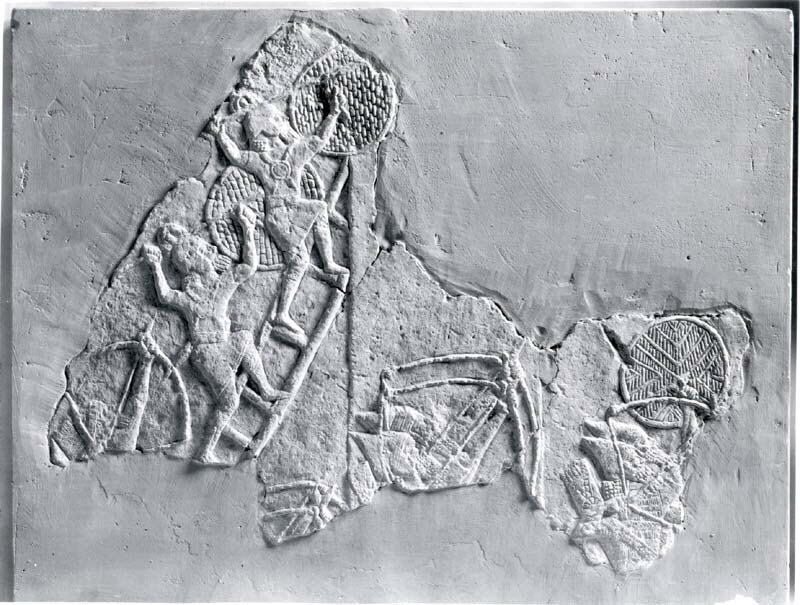
Tropas asirias asediando una ciudad,
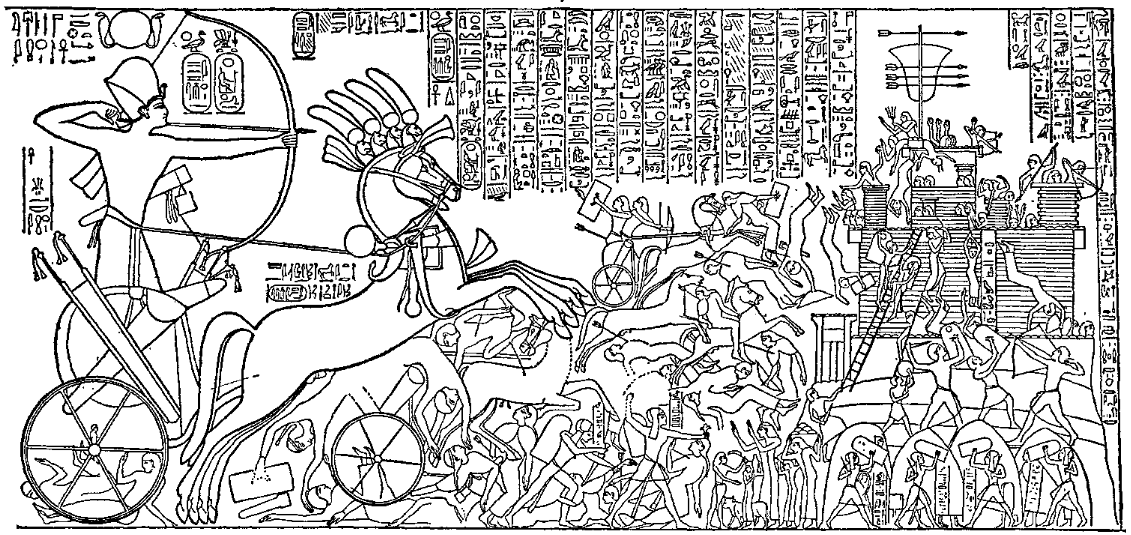
Sitio de Dapur por parte de Ramsés II.

## Historia y documentos

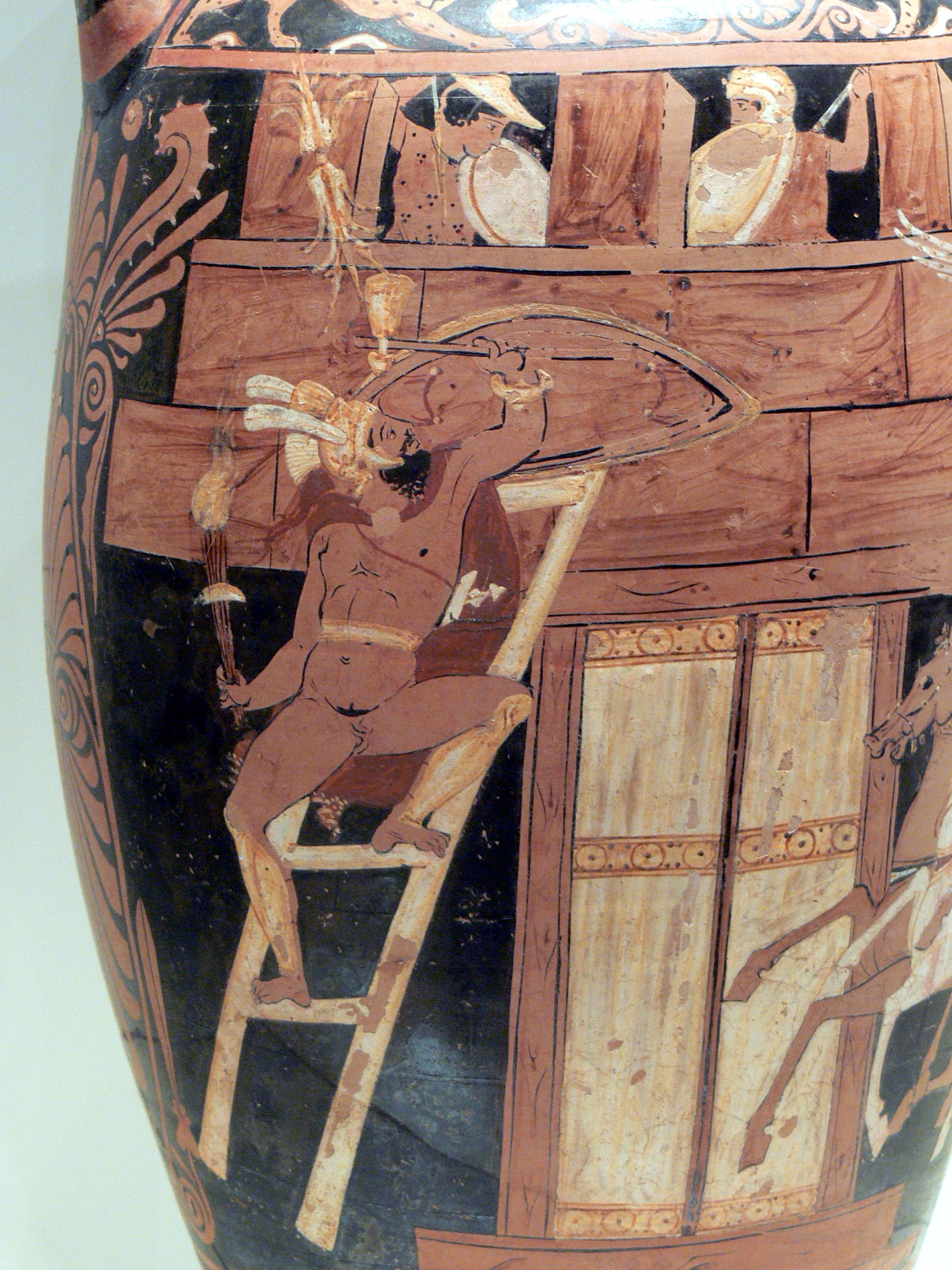
Asalto de Tebas.

Las escaleras de asedio fueron usadas desde épocas muy antiguas hasta la actualidad. Una pequeña muestra aleatoria, ordenada cronológicamente, permite documentar el tema. En cada caso habría que analizar la fortificación, las armas de los defensores y las armas de los atacantes. 
- c 727 a. C. Asirios utilizando escalas de sitio.[4]
- 427 a. C. En el sitio de Platea por parte de los espartanos, unos 300 acosados huyeron pasando la doble muralla con escaleras.[5]
- 251 a. C. Aratos de Sición. Conquista de la ciudad de Sición escalando las murallas con escaleras.[6]
- 217 a. C. Filip V de Macedonia fracasó en el intento de capturar la ciudad de Mélite porque las escaleras de asalto eran demasiado cortas.[7]
- 214-212 a. C. Sitio de Siracusa (segunda guerra púnica).[8]
- 209 a. C. Batalla de Cartago Nova. Importancia de las escaleras.[9][10][11]
- 1325. Escaleras de asalto en el Asedio de Palermo por Roberto I de Nápoles (Según la Crónica de Muntaner ).[12]
- 1419. Grandes escaleras de asedio de Alfonso el Magnánimo. Sobre seis ruedas y cada una con nombre (Santa Catalina, Santa Clara, San Antonio, San Jorge, Santiago). Escaleras pequeñas que podían empalmarse.[13]
- 1429. La fortaleza Château-Gaillard (Les Andelys) fue capturada por Étienne de Vignoles (llamado La Hire y compañero de Juana de Arco).[14][15]
- 1433. La flota de Alfonso el Magnánimo que zarpó hacia Sicilia, cargó en Barcelona muchas «artillerías» (muchos ingenios de asalto), fabricadas según Melchor Miralles en Cataluña.[16] Dentro de una larga descripción, el cronista menciona unas escaleras muy altas fortificadas en la parte superior con una verdesca cada una. Es importante que la descripción especifique «a modo de castillo». Esto indica que una de las formas de la verdesca imitaba un pequeño castillo, construido de madera.

De les arteleries que portava lo senyor Rey en les naus e galeres de Catalunya: Primo, portava lo dit senyor rey .CC.LXXX. escales de fust, les quals se arboraven a la popa de la nau, e cascuna era larga .XII. palms més que la gàbia de la nau, e amples que dos hòmens armats podien muntar egual... En cascuna nau portava dues escales –cascuna era pus alta que no la gàbia de la nau .XXXX. palms–, e heren entoldades e cubertes, en manera que ells que pugaven sens peril, e dalt, al cap de les escales, tenien huna verdesca a manera de castel, ab dos portes ab perns, en manera que's podien tanquar e hobrir e fer armes, e podien estar en cascuna verdesca XV hòmens d'armes o balestés ...
Melcior Miralles. Dietari.

- 1536. Muerte de Garcilaso de la Vega, el primero en subir por la escalera en el castillo de Le Muy. Fue herido y murió en Niza.[17][18]
- 1602. Traducción italiana de la obra Táctica, un ensayo sobre el arte de la guerra, de León VI el Sabio. Con referencias al uso de escaleras de asedio.[19]
- 1668. Henry Morgan capturó Portobelo con escalas de sitio.[20]
- 1812. Ataque con escaleras del castillo de Badajoz.[21][22]
- 1939-1945. En la Segunda Guerra Mundial las escaleras de asalto (rígidas y flexibles) fueron usadas en varias operaciones.[23][24][25]